# Galactia glaucescens
Galactia glaucescens är en ärtväxtart som beskrevs av Carl Sigismund Kunth. Galactia glaucescens ingår i släktet Galactia och familjen ärtväxter. IUCN kategoriserar arten globalt som livskraftig.

## Underarter
Arten delas in i följande underarter:
- G. g. glaucescens
- G. g. obtusa